# Rupia del Golfo

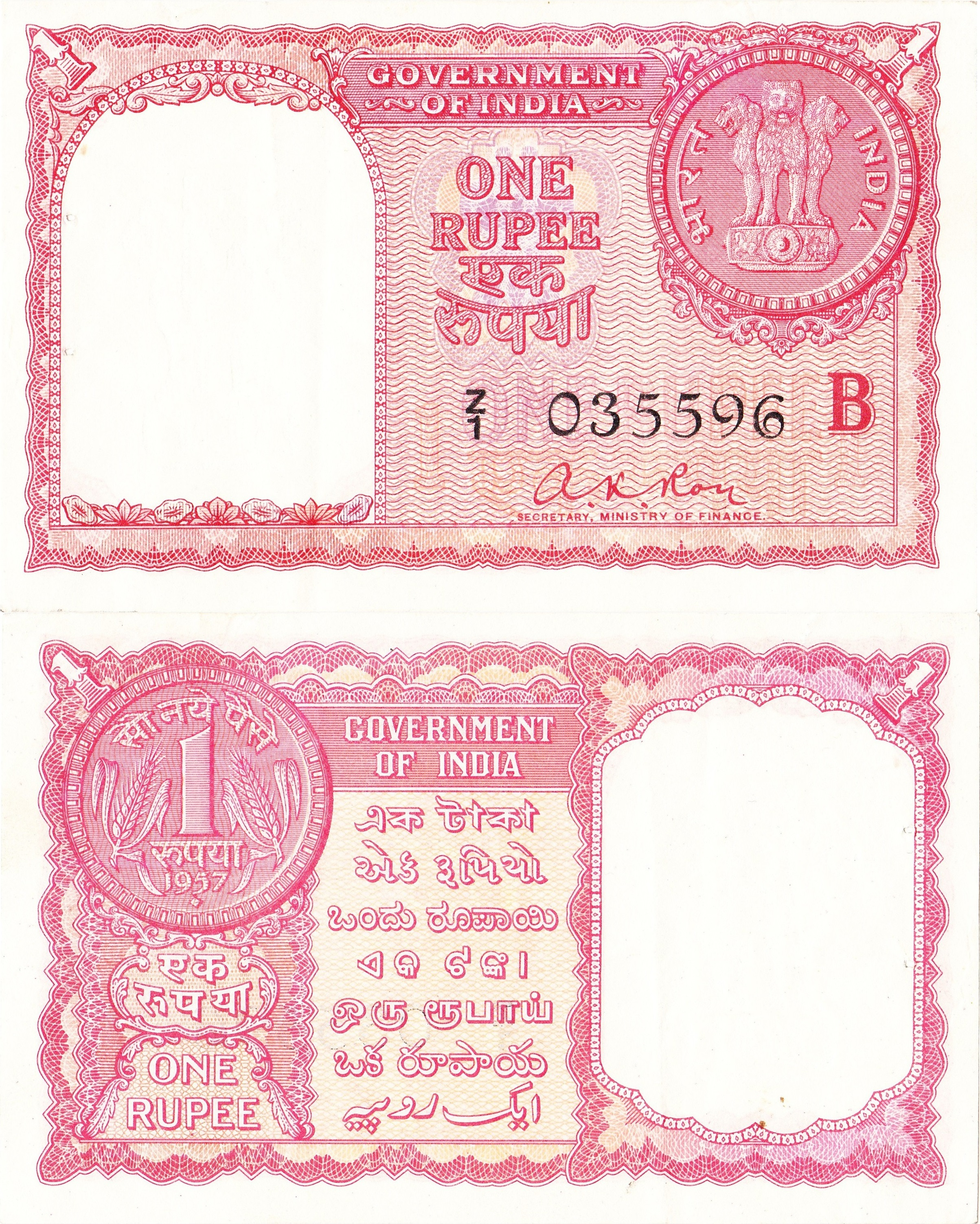

La rupia del Golfo, nota anche come rupia del Golfo Persico (codice ISO 4217: XPGR) è stata la valuta usata nei paesi del Golfo Persico e nella Penisola Araba tra il 1959 ed il 1966. Fu emessa dal governo indiano e dalla Reserve Bank of India ed era equivalente alla rupia indiana.

## Storia
Nella metà del XX secolo la rupia indiana era intensamente usata come valuta nei paesi del Golfo Persico e nella Penisola Araba. Per ridurre le tensioni sulle riserve monetarie indiane nel commercio aureo causate dall'uso esterno della sua rupia, fu creata una valuta separata. La rupia del Golfo fu introdotta dal governo indiano nel 1959 in sostituzione della rupia indiana esclusivamente per circolare fuori dal paese. In quel periodo la rupia indiana aveva un cambio fisso con la sterlina britannica con un tasso di 13⅓ rupie = 1 sterlina.
Due stati, Kuwait e Bahrein, sostituirono la rupia del Golfo con le proprie valute (dinaro kuwaitiano e dinaro del Bahrain) dopo aver ottenuto l'indipendenza dal Regno Unito rispettivamente nel 1961 e nel 1965.
Il 6 giugno 1966 l'India svalutò la rupia. Per evitare di seguire questa svalutazione molti degli stati che usavano la rupia scelsero di adottare valute proprie. Il Qatar e la maggior parte degli Stati della tregua adottarono il rial di Qatar e Dubai, mentre Abu Dhabi adottò il dinaro del Bahrain. Solo Oman continuò ad usare la rupia del Golfo fino al 1970 ed il governo dell'Oman la riportò al vecchio tasso con la sterlina britannica. L'Oman sostituì la rupia del Golfo con il proprio rial nel 1970.

## Paesi utilizzatori e monete che l'hanno sostituita
| Paese                                        | Moneta attuale (Codice ISO 4217)       | Data di sostituzione |
| -------------------------------------------- | -------------------------------------- | -------------------- |
| Bahrein                                      | Dinaro del Bahrein (BHD)               | 1965                 |
| Kuwait                                       | Dinaro kuwaitiano (KWD)                | 1961                 |
| Oman                                         | Riyal dell'Oman (OMR)                  | 1966                 |
| Qatar                                        | Riyal del Qatar (QAR)                  | 1966                 |
| Stati della tregua (ora Emirati Arabi Uniti) | Dirham degli Emirati Arabi Uniti (AED) | 1966                 |

## Banconote
Furono emesse banconote in tagli da 1 rupia da parte del governo indiano e da 5, 10 e 100 rupie da parte della Reserve Bank of India. Le banconote avevano disegni molto simili alle banconote indiane standard, seppur con colori differenti.

## Legislazione
Il testo che segue, preso dal "Reserve Bank of India Bulletin" del maggio 1959, spiega le misure prese dalla Reserve Bank of India.
"Il Reserve Bank of India (Amendment) Act 1959, che prevede l'emissione di banconote speciali da parte della Reserve Bank of India e del governo indiano (banconote da una rupia), progettate per la circolazione in determinati territori al di fuori dell'India, è stato approvato dal Lok Sabha il 29 aprile e dal Rajya Sabha il 30 aprile e ha ricevuto l'assenso del Presidente il 1º maggio 1959.